# Avon, Minnesota
Avon là một thành phố thuộc quận Stearns, tiểu bang Minnesota, Hoa Kỳ. Năm 2010, dân số của thành phố này là 1396 người.

## Dân số
- Dân số năm 2000: 1242 người.
- Dân số năm 2010: 1396 người.